# FIFAワールドカップトロフィー
FIFAワールドカップトロフィー（フィファ ワールドカップトロフィー）は、FIFAワールドカップの優勝国・地域に贈られるトロフィーである。

## トロフィーの歴史
FIFAワールドカップトロフィーは、種類としては2種類、物としては三代ある。

### 1st デザイン （ジュール・リメ杯）

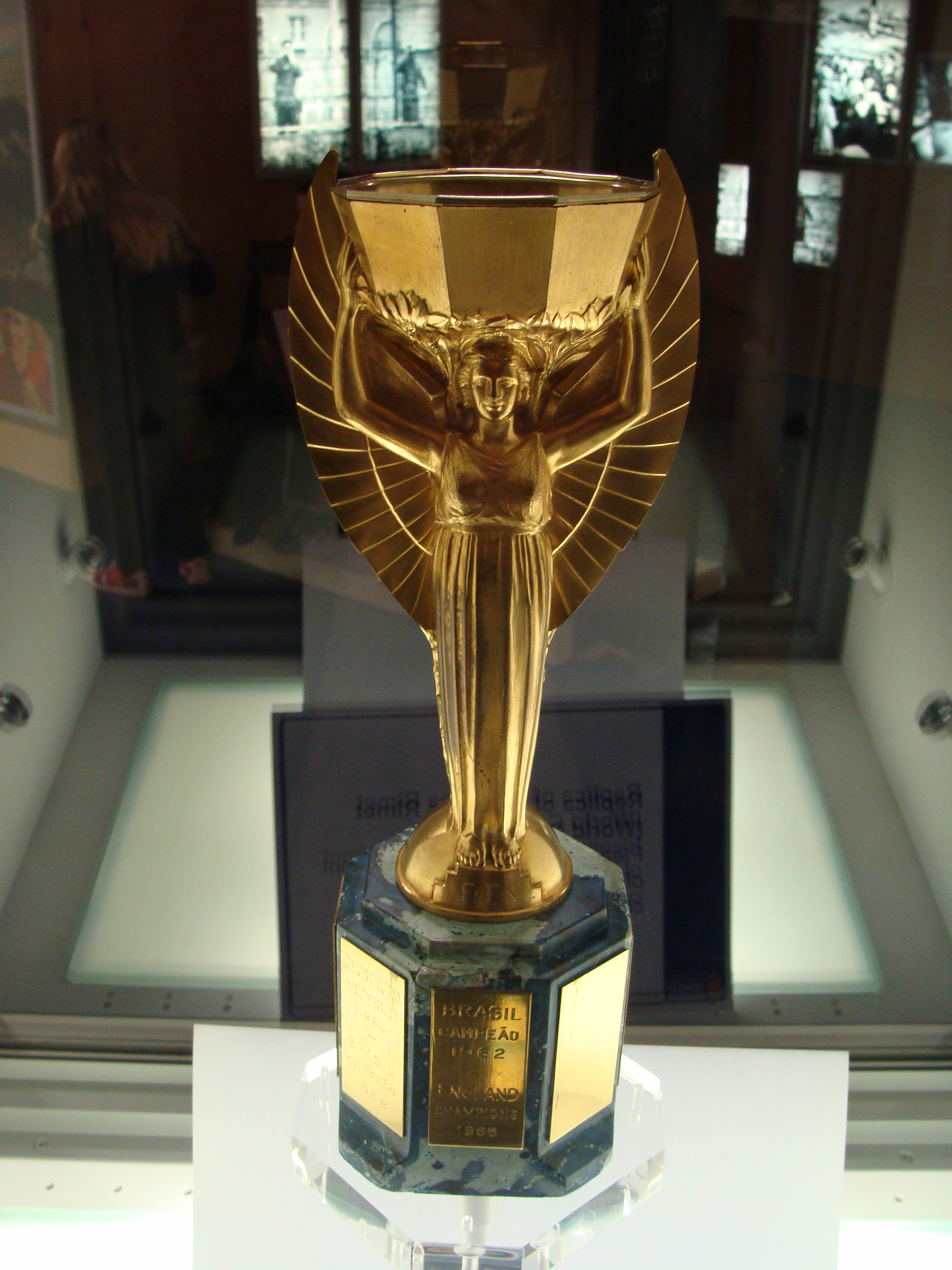
ジュール・リメ杯

最初のトロフィーはFIFAワールドカップを企画した当時のFIFA会長ジュール・リメが寄贈したため、その名を冠しジュール・リメ・トロフィーと呼ばれる。
製作は、フランスの彫刻家であるアベル・ラフレールが行った。純銀製に金メッキで、高さ35センチメートル、重さは3800グラムあり、勝利の女神ニケが十角形のカップを支える形をしている。1970年にブラジルが3回目の優勝を果たし、その偉業を称えてブラジルに永久に渡されることになった。しかし現在ブラジルで保管されているトロフィーはレプリカである（後述）。
2015年1月、破損したために取り替えられたオリジナルの台座（第1回から第4回までの大会優勝国の銘が貼られている。盗まれて行方不明になっているのは第5回大会から使用され始めた2代目）がFIFA地下倉庫で偶然に発見された。この部品は2016年にチューリヒに作られた「FIFAワールド・フットボール・ミュージアム」で公開されている。

### 盗難
第二次世界大戦中、カップは1938年の第3回大会で優勝したイタリアのローマに保管されていた。1943年にイタリアが降伏すると、ローマを占領したナチスが金採取の目的で捜索した。しかし、盗難の危機を察知したイタリアチーム関係者が自宅のベッドの下に靴の箱に入れて命懸けで隠し、難を免れた。
最初の盗難は1966年、イングランド大会の前に行っていた展示期間中のことだった。盗難の直後にイングランドサッカー協会に金銭を要求する脅迫状が届き、警察のおとり捜査によって港湾労働者の男が逮捕された。しかしこの男は別の男に500ポンドで雇われて受け渡しを頼まれただけだと主張し、カップは見つからなかった。しかし数日後、ロンドン郊外のある一般住宅のピクルスという子犬が、自宅の庭で新聞紙に包まれたトロフィーを発見し、事なきを得た。この子犬は一躍ヒーローとなり、1年分のペットフードが贈られたり、映画に出演したりするなどしたという。
2度目の盗難は、ブラジルに永久譲渡された後の1983年に起きた。当時のブラジルは政治・経済の混乱期で犯罪が多発していたうえに、ブラジルサッカー連盟のドアには鍵がかけられておらず、警備員も一人しかいなかった。しばらくして容疑者が逮捕された（元ブラジルサッカー連盟職員のセルジオ・ペレイラという銀行員と、この銀行員に窃盗を依頼したとされる無職一般人の男2名）。
しかし、必死の捜査にもかかわらずトロフィーそのものは現在も見つかっていない。公式には現在も捜査中というが、イタリア人の富豪がカップほしさに購入したという説や、アルゼンチン人の妬みによる犯行という説まである。そのため、現在ブラジルに保管されているのはレプリカとなっている。

### 2nd デザイン
ブラジルへ永久譲渡された後、新しいトロフィーのデザインが一般公募され、この最優秀デザインを元にイタリアの彫刻家であるシルビオ・ガザニガが再デザインし、ミラノの工房にあるGDEベルトーニ社によって作られた。GDEベルトーニ社はUEFAチャンピオンズリーグ、UEFAヨーロッパリーグ、UEFAスーパーカップなどの優勝カップも手掛けている。
ピッチをイメージしたマラカイト装飾入りの18金でできており、高さ36cm（14インチ）、重さ4970g（11ポンド）と、初代のトロフィーより大きく重い。「シュートを決め、『やったぞ!』と両手拳を突き上げ、走って自陣に戻って来る選手」2人が背中合わせで地球を支えているデザイン。このトロフィーは1974年の西ドイツ大会から使用されるようになったが、2002年の日本・韓国大会までにおいては、次回大会までの4年間を優勝国・地域が保管し、次回大会の開会式の時に返却した後にレプリカが授与された。

### デザインの改良
2005年、アジア大陸と陸続きとなっていた日本列島がきちんと独立した島になるようにデザインがわずかに修正された。18金製で高さも36センチメートルから36.8センチメートル、重さが4,970グラムから6,175グラムへと、さらに大きく重くなった。この3代目トロフィーは2006年のドイツ大会から使用されるようになったが、ジュール・リメ杯が盗まれ行方不明となった教訓から表彰式直後にFIFAが回収・保管することとなり、優勝国のサッカー協会には金メッキの真鍮製のレプリカが贈られるようになった。

### 画像ギャラリー

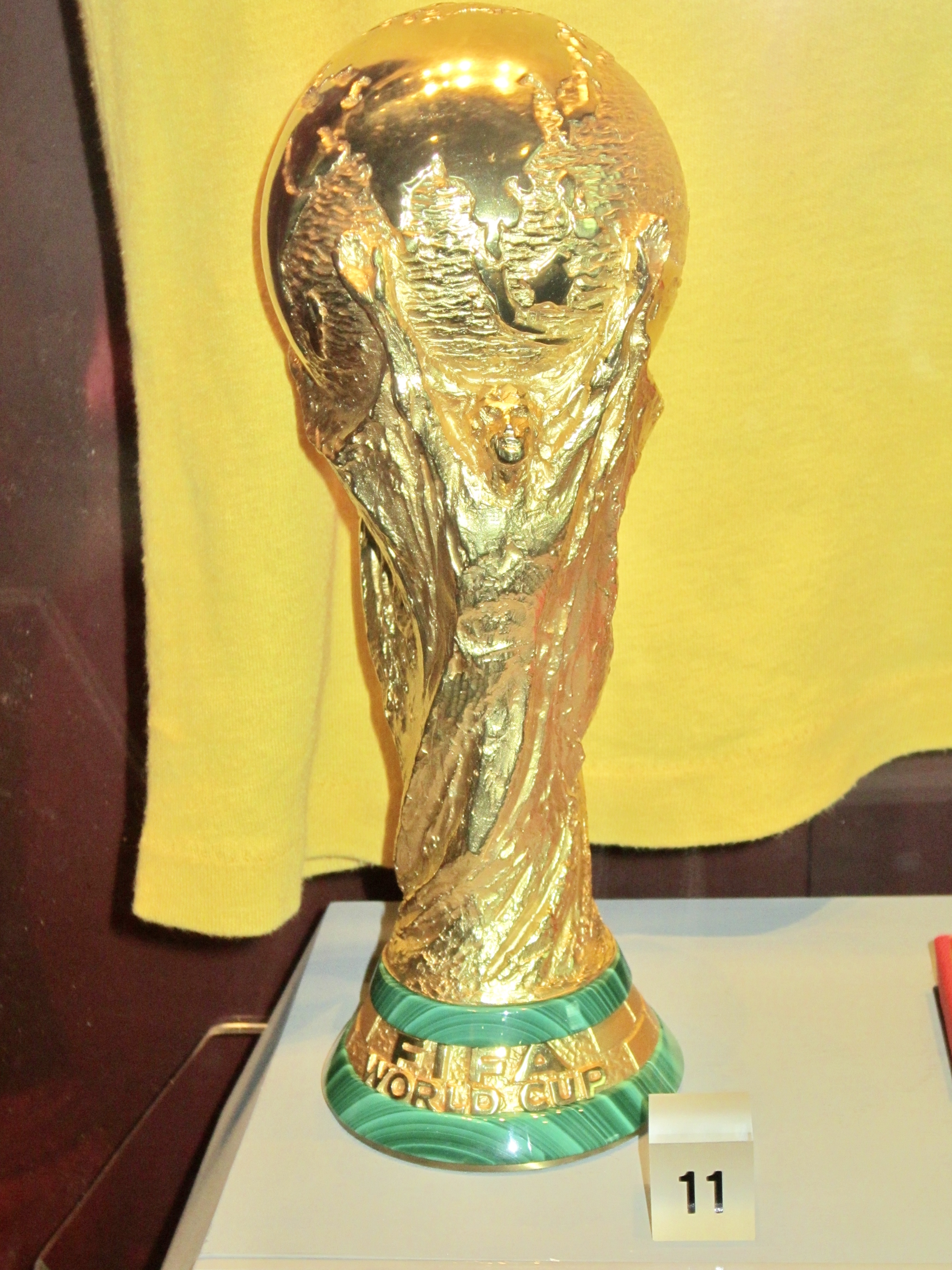

## FIFAワールドカップトロフィーツアー

### 第1回・2006年（ドイツ大会）
ドイツ大会に先駆け、トロフィーは2006年1月から4月にかけて世界28箇国の31箇所を順に巡る形式で「コカ・コーラFIFAワールドカップ™トロフィーツアー」と題し、撮影許可の一般公開が行われた。

### 第2回・2010年（南アフリカ大会）
2009年9月にエジプト・カイロをスタートし、2010年5月4日に2010 FIFAワールドカップが開催される南アフリカに到着するまで、世界86か国・13万4017kmを巡る。トロフィーを直接触れることができるのは、その大会の優勝国のチーム以外では、トロフィーツアーを訪れる国家元首（大統領、首相、国王など。日本の場合なら内閣総理大臣、天皇・皇后）のみ。一般公開もされるが、前述の人物以外は直接手を触れることができず、特殊なガラスケースに入れられて展示された。

### 第3回・2014年（ブラジル大会）
第3回トロフィーツアーは、2013年9月にブラジル・リオ・デ・ジャネイロを皮切りとして、9か月間で89か国・地域を訪れる。今回は中南米大陸（ラテンアメリカ）の39か国・地域を巡行するほか、これまでトロフィーツアーを行わなかった50か国・地域も新たに訪れるとしている。

### 第4回・2018年（ロシア大会）
第4回トロフィーツアーは、2017年9月にロシア国内を巡回し、2018年1月からイギリス・ロンドンで出発式が開催され、50か国以上を巡る。

### 第5回・2022年（カタール大会）
第5回トロフィーツアーは2022年5月から実施されており、予選を通過した31か国、開催国のカタールを含む世界51か国をめぐる。出発地はカタールに近いアラブ首長国連邦のドバイにあるコカ・コーラ・アリーナでスタートした。日本での公開は、一般公募により2000組4000人のペアを招待し、日本コカ・コーラ本部がある渋谷区で8月27日に開催。

## 事件

### コカイン偽トロフィー事件
2010年7月、コロンビア・ボゴタの空港でトロフィーのレプリカに擬装したコカイン塊が発見され、摘発された。

### 塩振りおじさんによる接触事件
塩を振るモーションで有名なトルコのシェフのヌスレット・ギョクチェ（愛称: 塩振りおじさん）が、2022 FIFAワールドカップの決勝の試合後行われた閉会式の後に、無許可でピッチに侵入し、優勝国のアルゼンチンの選手と自撮りしたり、更にはFIFAワールドカップトロフィーに触れたりした。このトロフィーに触れる行為は国際サッカー連盟 (FIFA) の規則で「FIFAワールドカップトロフィーに触れることができる人物は、FIFAワールドカップ優勝国の選手と国家元首のみ」と定められているため禁止行為にあたる。この塩振りおじさんは国際サッカー連盟により処分されることとなった。

## 授与国

### ジュール・リメ・トロフィー
- ウルグアイ - 1930,1950
- イタリア - 1934,1938
- 西ドイツ - 1954
- ブラジル - 1958,1962,1970
- イングランド - 1966

### FIFAワールドカップトロフィー
- ドイツ[注 1] - 1974,1990,2014
- アルゼンチン - 1978,1986,2022
- イタリア - 1982,2006
- ブラジル - 1994,2002
- フランス - 1998,2018
- スペイン - 2010

### 合計
| 授与国       | ジュール・リメ・トロフィー | FIFAワールドカップトロフィー | 合計 |
| ------------ | -------------------------- | ---------------------------- | ---- |
| ブラジル     | 3                          | 2                            | 5    |
| イタリア     | 2                          | 2                            | 4    |
| ドイツ       | 1                          | 3                            | 4    |
| アルゼンチン | 0                          | 3                            | 3    |
| ウルグアイ   | 2                          | 0                            | 2    |
| フランス     | 0                          | 2                            | 2    |
| イングランド | 1                          | 0                            | 1    |
| スペイン     | 0                          | 1                            | 1    |